# Liste von Persönlichkeiten der Stadt Ohrid
Die folgenden Listen enthalten in Ohrid geborene Persönlichkeiten chronologisch aufgelistet nach dem Geburtsjahr. Nicht berücksichtigt sind die Erzbischöfe von Ohrid. Diese sind in einer eigenen Liste zusammengefasst.
Die Liste erhebt keinen Anspruch auf Vollständigkeit.

## In Ohrid geborene Persönlichkeiten

### Vor 19. Jahrhundert
- Naum (830–910), Heiliger der Orthodoxen Kirche, Geistlicher und Mitwirkender bei der Schaffung des Altkirchenslawischen
- Kliment von Ohrid (840–916), Heiliger der Orthodoxen Kirche, Geistlicher und Mitwirkender bei der Schaffung des Altkirchenslawischen
- Ohrili Hüseyin Pascha († 1622), Großwesir des Osmanischen Reichs

### 19. Jahrhundert
- Grigor Parlitschew (1830–1893), bulgarischer Schriftsteller
- Margaritis Dimitsas (1830–1903), griechischer Schriftsteller und Geograph
- Kuzman Schapkarew (1834–1909), bulgarischer Schriftsteller und Folklorist
- Kliment Bojadschiew (1861–1933), bulgarischer General
- Krastjo Slatarew (1864–1925), bulgarischer General
- Aleksandar Protogerow (1867–1928), bulgarischer General
- Zyhdi Ohri (1870–1931), albanischer Politiker und Gründervater Albaniens
- Hamdi Bey Çoku Ohri (1872–1938), albanischer Politiker und Gründervater Albaniens
- Dervish Hima (1873–1928), albanischer Publizist, Politiker und Gründervater Albaniens
- Kiril Parlitschew (1875–1944), bulgarischer Revolutionär und Schriftsteller
- Kosta Abrašević (1879–1898), serbischer Dichter
- Iwan Snegarow (1883–1971), bulgarischer Geistlicher und Intellektueller

### 20. Jahrhundert
- Grigor Koprov (* 1943), mazedonischer Komponist
- Lazar Kitanoski (1948–2011), mazedonischer Politiker und Verteidigungsminister
- Gordana Siljanovska-Davkova (* 1953), nordmazedonische Juristin und Politikerin
- Alexander Veljanov (* 1965), nordmazedonisch-deutscher Sänger
- Irena Paskali (* 1969), mazedonische Künstlerin
- Goce Toleski (* 1977), mazedonischer Fußballspieler
- Gjoko Taneski (* 1977), mazedonischer Sänger
- Aleksandar Mitreski (* 1980), Schweizer Fußballspieler
- Damjan Pejčinoski (* 1984), mazedonischer Gitarrist
- Blagoja „Billy“ Celeski (* 1985), australischer Fußballspieler
- Cedi Osman (8. April 1995), türkischer Basketballspieler